# Sants Estació metróállomás
Sants Estació egyike a Spanyolországban található barcelonai metró metróállomásainak.

## Metróvonalak
Az állomást az alábbi metróvonalak érintik:
- 3-as metróvonal
- 5-ös metróvonal

## Kapcsolódó állomások
Az állomáshoz az alábbi állomások vannak a legközelebb:
- Plaça del Centre (Zona Universitària, 3-as metróvonal)
- Plaça de Sants (Cornellà Centre, 5-ös metróvonal)
- Tarragona (Trinitat Nova, 3-as metróvonal)
- Entença (Vall d'Hebron, 5-ös metróvonal)